# 156P/Russell-LINEAR
156P/Russell-LINEAR, komet Jupiterove obitelji. 